# 1730년 콘클라베

사도좌 공석 상태에 있는 동안에 사용되는 성좌의 문장

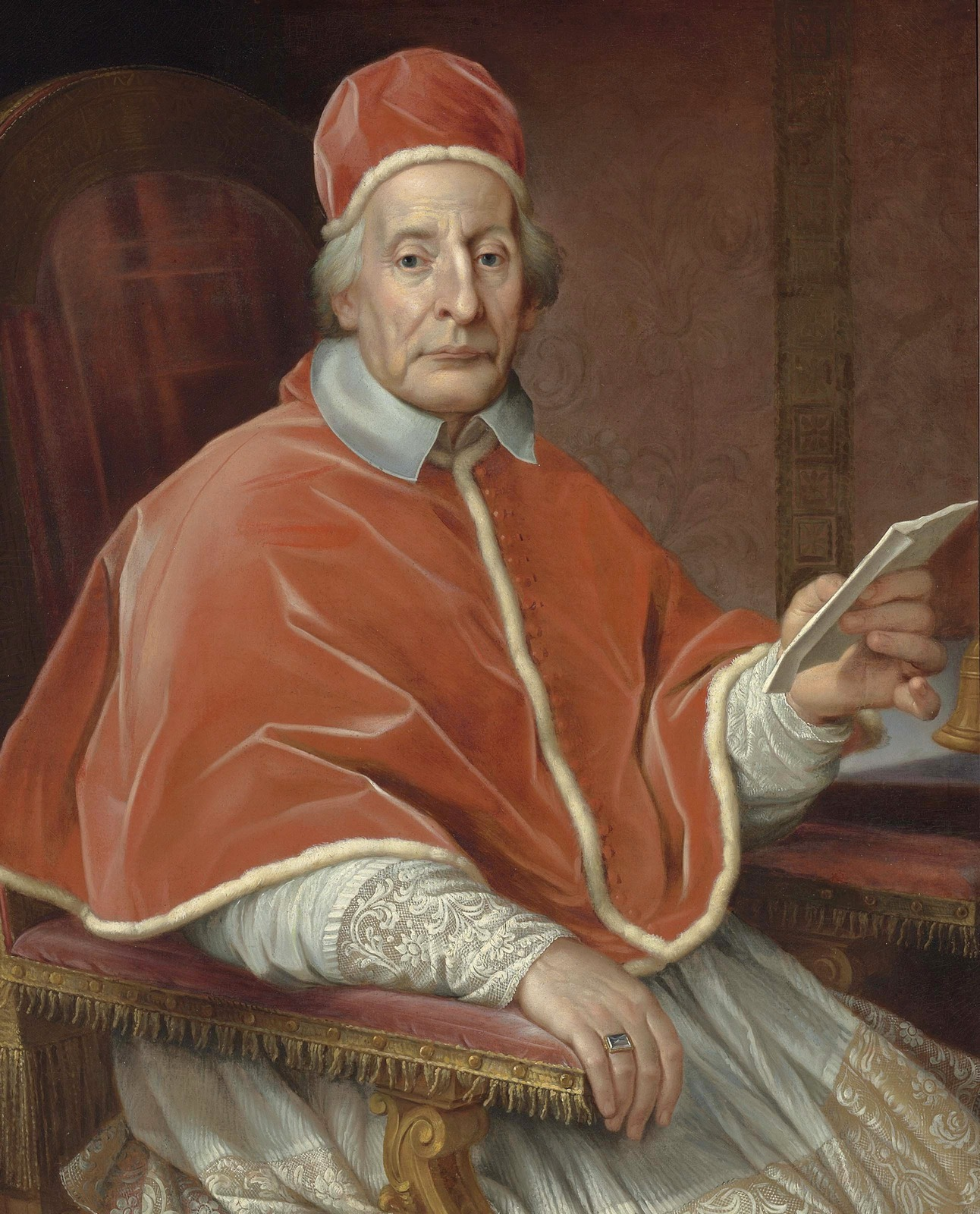
교황 선출자 클레멘스 12세 (로렌초 코르시니)

1730년 콘클라베는 제246대 교황을 선출하기 위해 진행된 콘클라베이다. 제245대 교황 베네딕토 13세가 1730년 2월 21일에 선종한 이후에 새 교황을 선출하기 위해 진행된 선거이다.
1730년 3월 5일부터 7월 12일까지 4개월 내내 투표가 진행되었으며 50명의 추기경이 투표에 참가하였다. 로렌초 코르시니 추기경이 새 교황으로 선출되었으며 교황 이름은 클레멘스 12세로 명명되었다.

## 추기경단
- 투표에 참가한 추기경: 50명

## 주요 인사
- 수석 추기경: 프란체스코 피냐텔리
- 보조 추기경: 프란체스코 바르베리니